# Enrique Chazarreta
Enrique Salvador Chazarreta (Coronel Du Graty, 1947. július 29. – 2021. március 24.) válogatott argentin labdarúgó, középpályás.

## Pályafutása

### Klubcsapatban
1969 és 1975 között a San Lorenzo labdarúgója volt. 1969-ben kölcsönben szerepelt az Argentinos Juniors csapatában. 1975–77-ben a francia Avignon, 1978–79-ben az Olympique Alès játékosa volt. 1980-ban hazatért és a Gimnasia La Plata együttesében játszott. 1982-ben a Deportivo Morón játékosaként vonult vissza. 1972-ben és 1974-ben a San Lorenzo csapatával argentin bajnok lett.

### A válogatottban
1973–74-ben 11 alkalommal szerepelt az argentin válogatottban. Részt vett az 1974-es NSZK-beli világbajnokságon.

## Sikerei, díjai
San Lorenzo
- Argentin bajnokság
  - bajnok: 1972, 1974